# Günther Gürsch
Günther Gürsch (* 7. Dezember 1919 in Meziměstí (deutsch: Halbstadt), Okres Náchod, Tschechoslowakei; † 2009) war ein deutscher Jazz- und Unterhaltungsmusiker (Akkordeon, Piano, Arrangement).

## Leben und Wirken
Gürsch wuchs als Sohn eines böhmischen Arztes auf. Seit seinem siebten Lebensjahr erhielt er Klavierunterricht, lernte aber auch Violine, Cello, Saxophon und Klarinette. Am Prager Konservatorium begann er, Musikwissenschaften zu studieren, wurde aber dann zum Kriegsdienst eingezogen. Von 1939 bis 1944 spielte er in Musikkorps der Wehrmacht, wurde gegen Ende des Zweiten Weltkrieges an die Front geschickt und geriet in amerikanische Gefangenschaft. Nach 1945 war er Korrepetitor und zweiter Kapellmeister im Theater in Stendal. Er zog dann nach Berlin, wo er eine Familie gründete und ab 1948 als Pianist in den Soldaten- und Offiziersclubs der US Army wirkte. Zudem spielte er in Berlin in verschiedenen Tanzorchestern, etwa bei Egon Kaiser, Wolf Gabbe, Hans Carste, Omar Lamparter und beim FFB-Orchester. Nebenher arbeitete er als Arrangeur für den Meisel-Verlag. Ab 1954 gehörte er zum SFB-Tanzorchester. Aufnahmen entstanden auch mit einem eigenen Studioorchester und gemeinsam mit dem Akkordeonisten Heinz Munsonius. Seit 1967 war er freiberuflich als Instrumentalist tätig, leitete aber auch Studiocombos unter eigenem Namen und schrieb Arrangements für Robert Stolz, René Kollo, Gerhard Wendland, Chantal Mathieu, den Bielefelder Kinderchor, die Komische Oper Berlin sowie Max Raabe.
Gürsch war auch für Film und Fernsehen und als Bearbeiter von Musicals und Operetten tätig. Als Gast wirkte er zudem in Loriots Spielfilm Pappa ante Portas (1991) mit.

## Lexikalischer Eintrag
- Jürgen Wölfer: Jazz in Deutschland. Das Lexikon. Alle Musiker und Plattenfirmen von 1920 bis heute. Hannibal Verlag, St. Höfen 2008, S. 130